# جوي سيزي
جوي سيزي (بالسويدية: Joe Sise)‏ (12 ديسمبر 1989 بهالمستاد في السويد - ) هو لاعب كرة قدم سويدي في مركز الهجوم. شارك مع منتخب السويد تحت 21 سنة لكرة القدم. أما مع النوادي، فقد لعب مع نادي نوردشيلاند ونادي هالمستاد وIS Halmia ‏ ونادي فارنامو وSnöstorp Nyhem FF ‏.

## وصلات خارجية
- جوي سيزي على موقع اتحاد السويد (السويدية)
- جوي سيزي على موقع قاعدة بيانات كرة القدم.إي يو (الإنجليزية)
- جوي سيزي على موقع AS.com (الإسبانية)